# KEO (пиво)

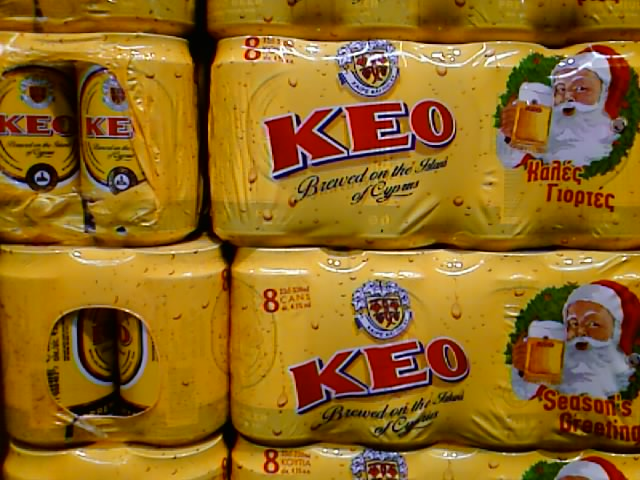
0,33 банки пива KEO

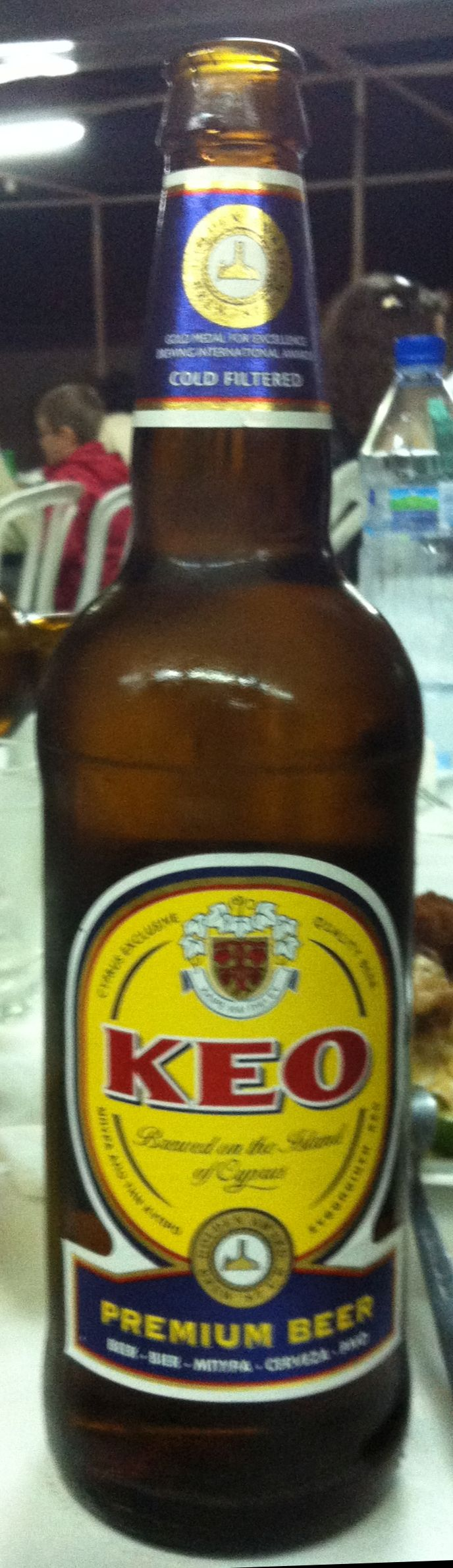
Скляна тара з-під пива KEO

KEO — кіпрське пиво, єдина місцева марка, що широко поширена в національній дистрибуції. Розливається з 1951 року. Пиво є світлим лагером з характерною високою пінкою, іноді смак порівнюється з pilsner. Пиво вариться в Лімасолі. Пиво виграло у 1987 році на змаганнях серед пляшкового лагеру Золоту Медаль.